# Acvilă
Acvila este un gen de păsări răpitoare de zi, mari, puternice, cu ciocul drept la bază și încovoiat la vârf, cu pene care acoperă picioarele până la degete, cu gheare puternice și cu aripi lungi și ascuțite. Acvilele se caracterizează în general prin dimensiunea lor mare, construcția robustă, capul și ciocul greu.
Ca toate păsările de pradă, acvila are un cioc mare, puternic și ascuțit pentru a desprinde carnea de pe pradă. Posedă de asemenea tarsuri și gheare puternice. În plus au și o acuitate vizuală foarte bună, care le permite să vadă potențiale prăzi la distanță.
Acvila a fost utilizată de multe popoare și civilizații (cum ar fi mayașii, aztecii și egiptenii) ca simbol național și în special ca simbol imperial, fiind considerată o întruchipare a puterii sau a frumuseții. Amon Ra, cea mai mare zeitate la anticii egipteni (într-o anumită perioadă istorică), era reprezentat ca un om cu cap de acvilă, purtând discul solar în cap. Stema Moldovei este însemnată cu acvila fiindcă simbolizează putere și răbdare.

## Taxonomie și sistematică
Genul Aquila a fost introdus de zoologul francez Mathurin Jacques Brisson în 1760, cu acvila de munte  (Aquila chrysaetos) ca specie tip. Aquila aparține unui grup restrâns de vulturi "tipici" care include genurile Hieraaetus, Lophaetus, Ictinaetus și Clanga. Acest grup apare ca o cladă în cadrul grupului mai mare de vulturi (tribul Aquilini sau subfamilia Aquilinae).

## Specii
Genul Aquila conține 11 specii:
- Aquila nipalensis – acvilă de stepă
- Aquila rapax – acvilă de savană
- Aquila adalberti – acvilă de câmp iberică
- Aquila heliaca – acvilă de câmp
- Aquila audax – acvilă australiană
- Aquila chrysaetos – acvilă de munte
- Aquila africana – acvilă africană
- Aquila gurneyi
- Aquila verreauxii – acvilă neagră
- Aquila fasciata – acvilă porumbacă
- Aquila spilogaster

## Galerie

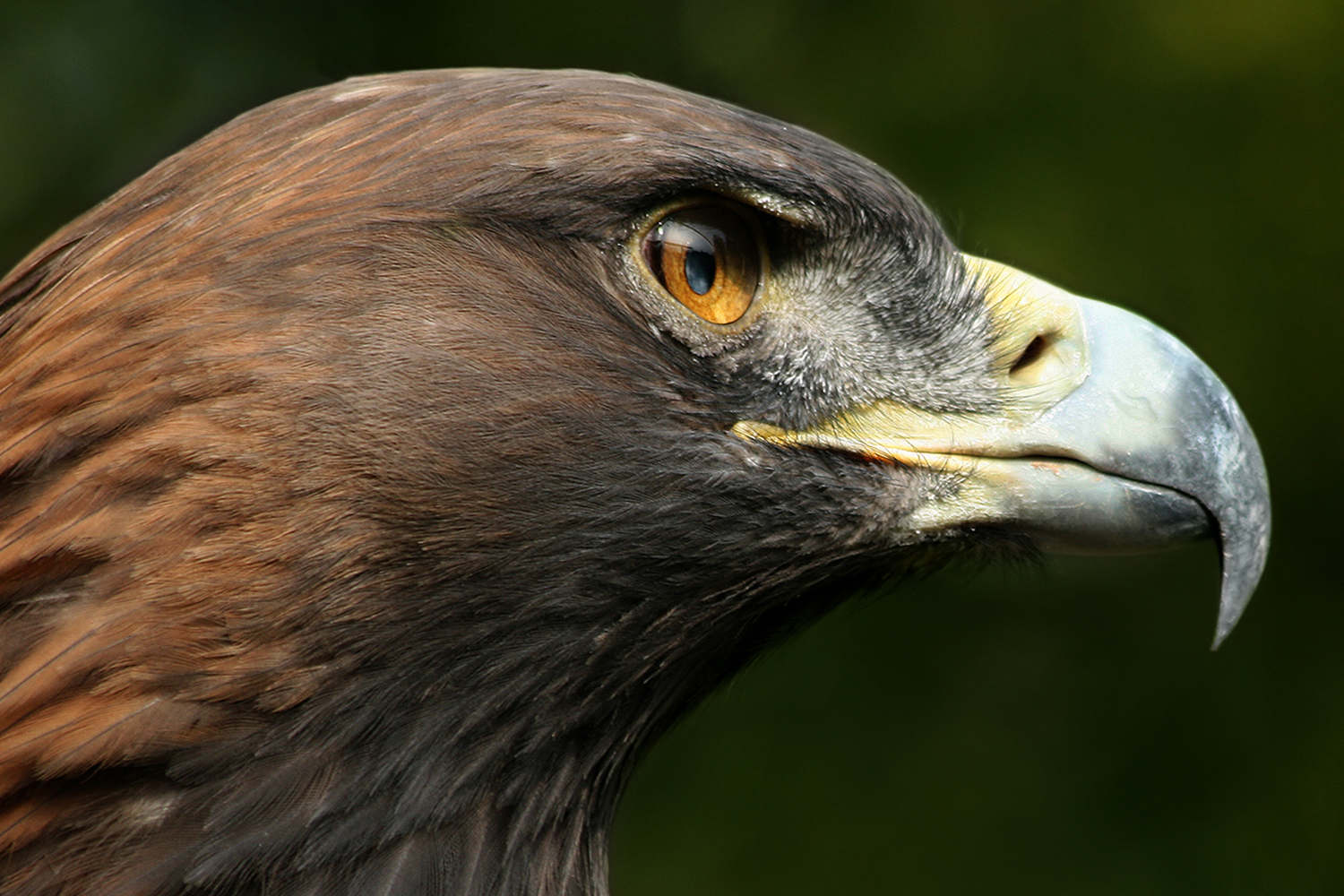
Acvilă de munte
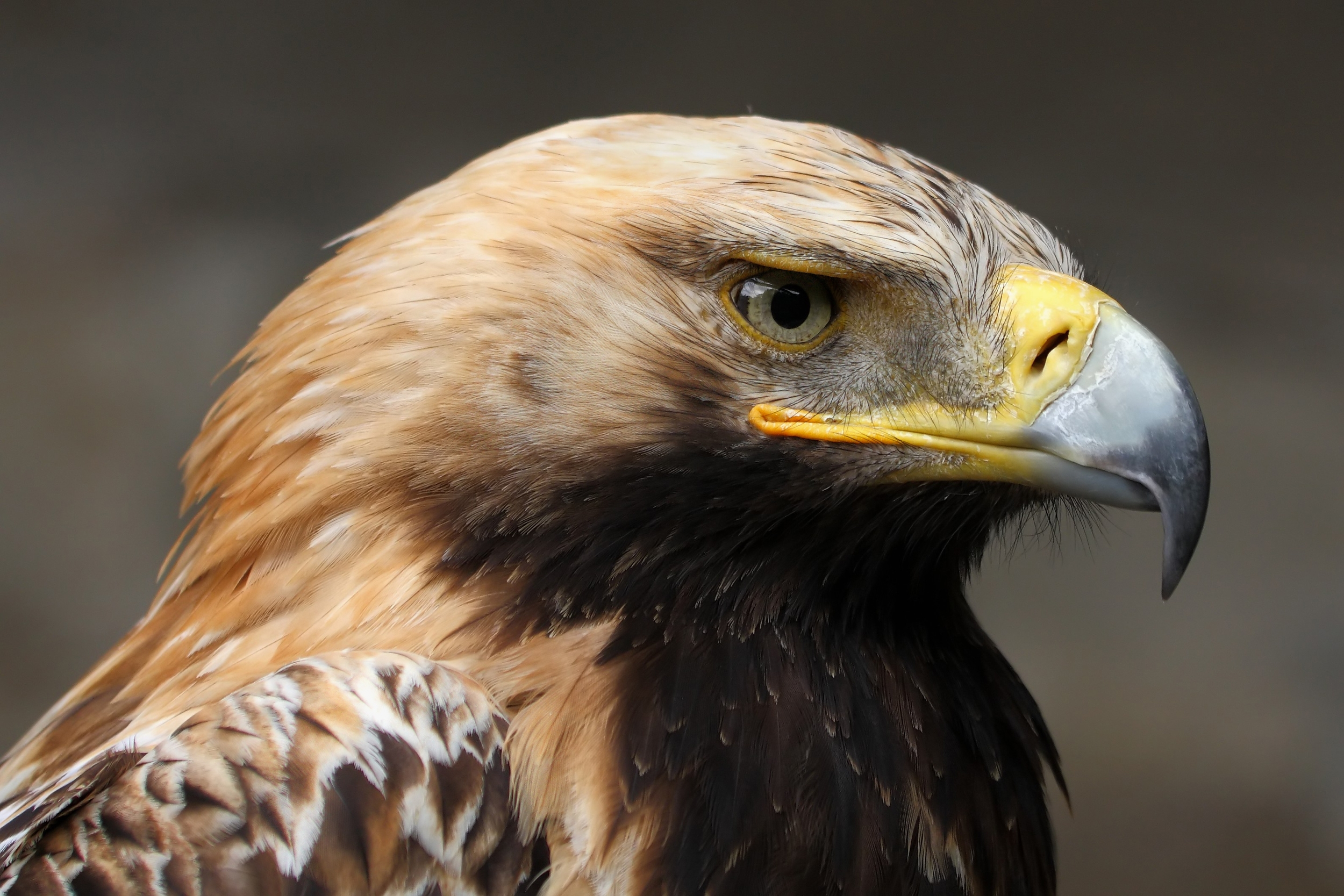
Acvilă de câmp
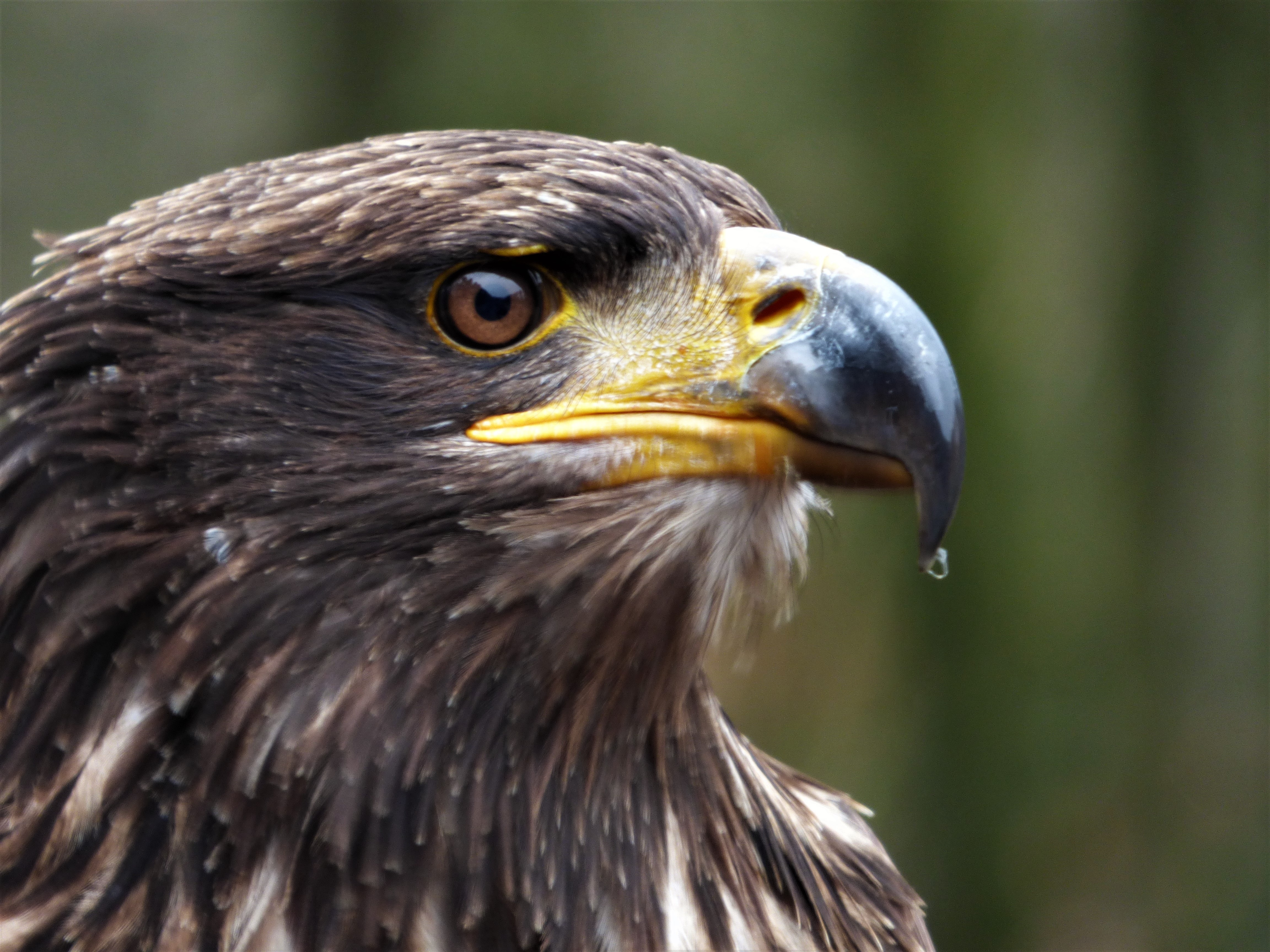
Acvilă de stepă
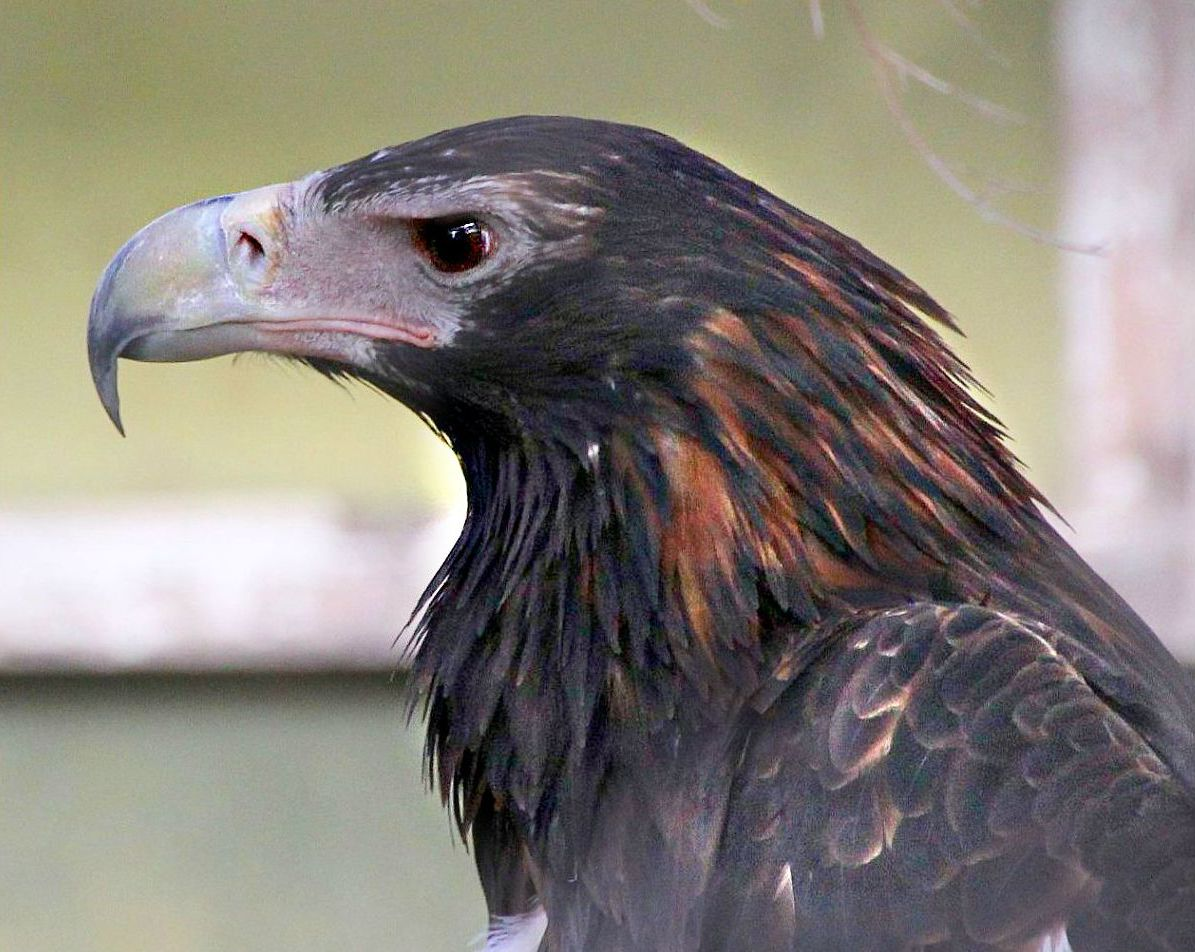
Acvilă australiană

## Vezi și
- Acvila de câmp
- Acvila Imperial iberică
- Acvila de munte
- Acvila filipineză
- Acvila harpie
- Acvila coronată
- Acvila porumbacă
- Șerparul
- Vulturul pleșuv
- Vulturul crestat
- Acvila lui Haast (dispărută)
- Acvila țipătoare